# Convento dei Cappuccini (Calascibetta)
Il convento dei Cappuccini è un antico complesso religioso situato a Calascibetta in provincia di Enna. 

## Storia
La fondazione del primitivo convento risale al 1534. Inizialmente ubicato nella vallata che separa i comuni di Calascibetta ed Enna, fu poi abbandonato dai frati cappuccini, i quali edificarono l'attuale complesso, nel 1589,  sulla collina denominata della "Giudea" o "Colle dei greci", già ghetto ebraico (XIV sec.). Nel 1866, a motivo della soppressione degli ordini religiosi, il convento diventò proprietà demaniale. Riacquistato e restaurato dai frati, venne riaperto, insieme alla chiesa, nel 1885. Nel corso del 900 è stato sede del noviziato provinciale (1927-1972) e interprovinciale di Sicilia.

## Descrizione
Dall'architettura sobria, il convento si struttura attorno ad un ampio chiostro quadrangolare, al centro del quale si erge una monumentale statua, in pietra, del servo di Dio fra Giuseppe Maria da Palermo, novizio cappuccino morto in fama di santità. 
La chiesa, dedicata a San Francesco d'Assisi, è costituita da un'unica navata e tre cappelle laterali (postume). Di notevole rilevanza artistica la pala dell'altare maggiore, raffigurante l'Adorazione dei Magi (1610), pregevole tela del pittore manierista toscano Filippo Paladini.
Di apprezzabile valore, la custodia lignea, opera di frati ebanisti del XVI secolo, ora collocata nella sacrestia annessa alla chiesa.
Il convento è dotato di una ricca biblioteca, con un patrimonio librario di 9500 volumi e riviste. Il fondo antico conta 190 cinquecentinte, 700 edizioni del seicento, 2000 volumi del settecento e dell'Ottocento.